# تنفسية
التنفسيَّة (بالإنجليزية breatharianism) هي الاعتِقاد بإمكانية الشَخص أن يعيش بدون طعام. التنفسيِّ يدَّعي بأن الطِعام، وفي بَعض الحَالات المِياة، لَيست ضَرورية للبقاء. وأنه يُمكن للبشرِ أن يَستمروا فقط بالبرانا؛ طاقة الحياة في الهندوسية. تبعًا للأيورفيدا، ضَوء الشَمس هو وَاحد مِن المَصادر الأساسية للبرانا، وبعض المُمارسين يعتقدون أَنه يُمكن للإنسانِ البقاء فقط على ضوءِ الشمسِ. مُصطلح التنفسيَّة أيضًا يُشير إلى هذة الفلسفة عِندما تُمارس كنمط حياة بدلًا مِن النظام الغذائي المُعتاد. يَعتبر العُلماء والعَاملين في المجال الطبي أن التنفسيَّة ماهي إلا علمٍ زائف مُميت، والعديد من أتباع هذة التمارين قد ماتوا مِن الجوع والجفاف. على الرغمِ مِن أَنه مِن المَعروف أن الكَيانات البيولوجية تحتاج إلى القوت من أجل البقاء، إلا أن التنفسيَّة لا تَزال مُستمرة.